# Булич, Сергей Константинович
Серге́й Константи́нович Бу́лич (27 августа [8 сентября] 1859, Казань — 15 апреля 1921, Петроград) — российский лингвист и этнограф; известен также как композитор и историк музыкальной культуры. Труды по древнеиндийской филологии, русскому языку, общей фонетике, истории лингвистики и др.

## Биография
Сергей Булич родился 27 августа (8 сентября) 1859 года в Казани.
В 1882 году успешно окончил Императорский Казанский университет, ученик И. А. Бодуэна де Куртенэ. Преподавал в Петербургском университете, на кафедре сравнительного языкознания и санскрита историко-филологического факультета: с 1885 года — приват-доцент, с 1908 — ординарный профессор, с 1910 — заслуженный профессор. Был профессором (с 1891) и директором (с 1910) Бестужевских Высших женских курсов. Преподавал в Петербургском историко-филологическом институте: с 1895 года — экстраординарный профессор, с 1903 года — ординарный. С 1895 года преподавал также русский язык в гимназии Гуревича.
В 1919 году был арестован ЧК как видный кадет, но благодаря хлопотам ряда тогда ещё относительно влиятельных представителей интеллигенции вскоре освобождён.
С. К. Булич, работавший в основном в Санкт-Петербурге, считается одним из наиболее значительных представителей казанской лингвистической школы. Один из пионеров изучения Индии в Российской империи и один из основоположников (наряду с В. А. Богородицким) экспериментально-фонетических исследований; инициатор создания экспериментально-фонетического кабинета при университете и его первый руководитель (1899). Автор нескольких популярных учебников (в том числе «Введения в языкознание» и «Введения в сравнительное изучение индоевропейских языков»). Был широко известен его «Очерк истории языкознания в России» (1904), за который Буличу была присуждена докторская степень, а в 1905 году вручена Ломоносовская премия.
Буличу принадлежат также музыкальные сочинения и исследования по истории музыки у славянских и финно-угорских народов. Один из организаторов факультета музыки Института истории искусств в Петрограде, декан факультета (с 1920).
Сергей Булич — один из авторов статей в энциклопедии Брокгауза и Ефрона.

## Семья
- Жена — Булич Мария Платоновна (5.04.1871-17.11.1961, Хельсинки)
- Дочь — Булич София Сергеевна (ур. Старк) (9.12.1892-19.06.1950, Хельсинки)
- Сын — Булич Константин Сергеевич (6.09.1894-12.06.1957, Хельсинки)
- Дочь — Булич, Вера Сергеевна (1898—21.07.1954, Хельсинки)

## Публикации
- Август Людвиг Шлёцер. Русская грамматика. Ч.I-II. С предисловием С.К.Булича. СПб., 1904.
  - Введение (С.I-IX).
  - Немецкий текст грамматики.